# Hollowiella
Hollowiella is een geslacht van vlinders uit de familie van de Houtboorders (Cossidae). De wetenschappelijke naam en de beschrijving van dit geslacht zijn voor het eerst gepubliceerd in 2009 door Roman Viktorovitsj Jakovlev en Thomas Joseph Witt.
De soorten van dit geslacht komen voor in Zuidoost-Azië.

## Soorten
- Hollowiella amasonca (Yakovlev, 2006)
- Hollowiella bajin Yakovlev & Witt, 2009
- Hollowiella chanwu Yakovlev & Witt, 2009
- Hollowiella rama (Yakovlev, 2006)
- Hollowiella xishuangbannaensis (Chou & Hua, 1986)